# جيريمي فولو
جيريمي فولو (بالإنجليزية: Jeremy Vuolo)‏ (5 سبتمبر 1987 بفيلادلفيا في الولايات المتحدة - ) هو لاعب كرة قدم أمريكي في مركز الوسط. لعب مع نيويورك ريد بولز وسان أنتونيو سكوربيونز وAC Oulu ‏ وريدينغ يونايتد إيسي.

## روابط خارجية
- جيريمي فولو على موقع IMDb (الإنجليزية)
- جيريمي فولو على موقع الدوري الأمريكي (الإنجليزية)
- جيريمي فولو على موقع قاعدة بيانات كرة القدم.إي يو (الإنجليزية)